# Università russa dell'amicizia tra i popoli
L'Università russa dell'amicizia tra i popoli o RUDN, in russo Российский университет дружбы народов, РУДН?, è un istituto universitario situato a sud di Mosca, classificato dal Ministero della Pubblica Istruzione russa come terza migliore università del Paese dopo l'Università statale di Mosca e l'Università statale di San Pietroburgo. Fondata nel 1960 al culmine della guerra fredda, ha avuto come obiettivo primario di fornire istruzione superiore e formazione professionale ai giovani provenienti dalle nazioni del terzo mondo, soprattutto in Asia, Africa e Sud America, anche se nel corso degli anni vi hanno studiato pure numerosi studenti provenienti da paesi sviluppati.

## Storia
L'università è stata fondata dal governo dell'Unione Sovietica, il 5 febbraio 1960 in seguito alle richieste dei Paesi ex-coloniali. Il 22 febbraio 1961, fu rinominata in onore di Patrice Lumumba, il leader di quella che più tardi divenne la Repubblica Democratica del Congo, che era stato spodestato e ucciso da un colpo di Stato alcuni giorni prima. Nel primo anno dalla sua istituzione, sono stati immatricolati 539 studenti stranieri provenienti da 59 Paesi, oltre a 57 studenti sovietici.
Nel febbraio del 1975, l'università è stata insignita dell'"Ordine dell'amicizia tra i popoli" per il suo contributo allo sviluppo umano dei cittadini asiatici, africani e dell'America Latina.
Il 5 febbraio 1992 l'università è stata ribattezzata "Università russa dell'amicizia tra i popoli - Istituto Statale d'Istruzione Superiore" dal governo della Federazione russa.

## Obiettivi
Lo scopo dichiarato dell'università è quello di dare ai giovani provenienti da Asia, Africa e America Latina, in particolare di famiglie non abbienti, la possibilità di avere un'istruzione superiore e diventare specialisti altamente qualificati.

## Facoltà
- Facoltà di Fisica, Matematica e Scienze Naturali
- Facoltà di Medicina
- Facoltà di Agraria
- Facoltà di Ecologia e Ambiente
- Facoltà di Lettere, Filosofia e Scienze Sociali
- Facoltà di Filologia
- Facoltà di Ingegneria
- Facoltà di Economia
- Facoltà di Giurisprudenza
- Facoltà di lingua russa e di discipline di base (preparazione per studenti stranieri)